# Hardest To Love
"Hardest to Love" es una canción del cantautor canadiense The Weeknd de su cuarto álbum de estudio After Hours.. The Weeknd escribió y produjo la canción junto a Max Martin y Oscar Holter.

## Composición y letra
Mientras abordaba la inspiración detrás de sus composiciones con Variety , The Weeknd compartió: "Esta la hice originalmente con Oscar Holter, y luego Max Martin la terminó conmigo. Escribí esta canción muy rápido y fue la última canción del disco que terminé. Cuando hice esta canción estaba nervioso porque sentí que me excedí con la ambición: Soy ambicioso, pero pensé que tal vez esto es demasiado. Fue hasta que Blinding Lights supe que a) Podría terminar este álbum y b) Podría ponerle esta canción. Y a veces todo se reduce a la melodía. Esta fue la melodía más rápida que he hecho: Entré en una habitación durante 20 minutos y escribí la canción completa, y luego Max la produjo". La canción se mostró por primera vez en un video teaser publicado en la cuenta de Twitter de The Weeknd el 19 de marzo de 2020.
"Hardest to Love" presenta a The Weeknd recordando sus comportamientos pasados en una relación, culpándose a sí mismo por su desaparición. La canción se refiere a algunos puntos más suaves en la continuidad del hardcore del Reino Unido que se remonta a finales de los 90 a través del drum-'n'-bass mientras se moderniza con delicadeza.

## Recepción crítica
"Hardest to Love" recibió elogios universales. "En la destacada 'Hardest to Love', Tesfaye ofrece una de las interpretaciones vocales más conmovedoras de su carrera sobre un paisaje sonoro pop fallido. El atractivo de la canción desmiente su melancolía, una combinación sofisticada que es un testimonio de la descripción de Tesfaye de una relación que resulta en una ciénaga confusa de emociones que rara vez procesamos de forma lineal: ira, tristeza, gratitud, euforia, soledad. Tesfaye navega por estas emociones conflictivas de una manera que captura la experiencia de estar perdido en ese torbellino", señaló Seth Wilson, columnista de Slant Magazine. El escritor de Yahoo Entertainment, Larry Fitzmaurice exclamó: "The Weeknd ofrece la desviación más impactante de After Hours de esa estética sombría y fatal con la escaladora 'Hardest to Love', una porción de batería y bajo de peso pluma que se asemeja a una clásica pista del álbum Homogenic de Björk”.. La revista Rolling Stone elogió la canción: "En 'Hardest to Love', una hermosa y veloz coautora de Max Martin con una sensación de Drum 'n' Bass que evoca los años noventa, él es el ex despiadado que acaba con las últimas brasas del amor, agregando un pateador por excelencia de The Weeknd: "Es difícil dejarme ir", a la vez autocancelable y ensimismado".
El editor Ashwin Rodrigues de Vice dijo: "En 'Hardest to Love', The Weeknd admite sus defectos como pareja romántica además de los sintetizadores eléctricos de gotas de agua y un ritmo de batería y bajo constante y de baja vibración. La pista presenta un ritmo difícil de sacudir el coro y la producción que realmente pondrían a prueba el sistema de sonido de un nuevo SUV alemán eléctrico". Tom Breihan de Stereogum analizó: "'Hardest To Love' adapta melodías resplandecientes de Max Martin para encajar en el pulso acelerado del drum-'n'-bass comercial de automóviles. El disco combina a la perfección nubes de sonido estetas de élite con música pop de mucho dinero. Su voz es magnífica. Tesfaye solo está ganando un mayor control de su instrumento; flota airosamente sobre estos paisajes sonoros fantásticamente ricos que ha encargado". "Hardest to Love es un ensamblaje tenso y disciplinado listo para el consumo masivo. La pieza se basa en un ritmo de batería entrecortado y una melodía en clave mayor y es positivamente edificante", afirmó el escritor de The Wall Street Journal , Mark Richardson.
"'Hardest to Love' rinde homenaje al drum 'N' bass líquido, creando una sensación de ironía a medida que el instrumental optimista desmiente una confesión sincera de malas acciones. Se puede escuchar un coro angelical, creando una sensación de esperanza, mostrando en gran medida cómo efectiva es la producción a lo largo de este álbum", observó el crítico de la revista Clash , Ramy Abou-Setta. Max Cea de la revista GQ, agregó: "Es oscuro y de mal humor, y proviene de la perspectiva de un narrador solitario que captura la forma en que muchas personas se sienten mientras caminan por sus salas de estar y actualizan febrilmente las noticias".

## Desempeño comercial
Tras el lanzamiento de su álbum principal, "Hardest to Love" debutó en el número 25 en el Billboard Hot 100 de EE. UU del 4 de abril de 2020. En la lista Rolling Stone Top 100 , la canción alcanzó su punto máximo en el número siete. En el país natal de The Weeknd, Canadá, "Hardest to Love" alcanzó el número 36 en el Canadian Hot 100.

## Personal
Créditos adaptados de Genius.
- The Weeknd : Composición, voz, producción, programación, teclados, bajo, guitarra, batería
- Max Martin : Composición, producción, programación, teclados, bajo, guitarra, batería
- Oscar Holter : Composición, producción, programación, teclados, bajo, guitarra, batería
- Shin Kamiyama - Ingeniería
- Cory Bice - Asistente de ingeniería
- Jeremy Lertola - Asistente de ingeniería
- Sean Klein - Asistente de ingeniería
- Serbio Ghenea - Aezcla
- John Hanes: Ingeniería para mezclar
- Dave Kutch - Masterización
- Kevin Peterson - Masterización

## Listas
| Chart (2020)                              | Mejor posisión |
| ----------------------------------------- | -------------- |
| Canadá (Canadian Hot 100)                 | 36             |
| República Checa (Singles Digitál Top 100) | 40             |
| Dinamarca (Tracklisten)                   | 38             |
| Estonia (Eesti Tipp-40)                   | 21             |
| France (SNEP)                             | 52             |
| Greece (IFPI)                             | 37             |
| Iceland (Plötutíðindi)                    | 22             |
| Italia (FIMI)                             | 49             |
| Lithuania (AGATA)                         | 28             |
| New Zealand Hot Singles (RMNZ)            | 2              |
| Eslovaquia (Singles Digitál Top 100)      | 15             |
| Suecia (Sverigetopplistan)                | 39             |
| Reino Unido (UK Singles Chart)            | 34             |
| Estados Unidos (Billboard Hot 100)        | 25             |
| US Rolling Stone Top 100                  | 6              |

## Historial de lanzamientos
| País    | Fecha               | Formato                      | Etiquetas           | Ref.   |
| ------- | ------------------- | ---------------------------- | ------------------- | ------ |
| Various | 20 de marzo de 2020 | Descarga de música Streaming | XO Republic Records | [ 33 ] |